# Euphorbia ludoviciana
Euphorbia ludoviciana är en törelväxtart som beskrevs av Constantine Samuel Rafinesque. Euphorbia ludoviciana ingår i släktet törlar, och familjen törelväxter.
Artens utbredningsområde är Louisiana. Inga underarter finns listade i Catalogue of Life.